# ウォルター・オードニー
ウォルター・オードニー（英語: Walter Oudney、1790年 – 1824年1月12日）は、スコットランドの医師、アフリカ探検家である。ボルヌ帝国に派遣され、帰路、現ナイジェリアのカタグムで病没した。

## 略歴
エディンバラで生まれた。エディンバラ大学で医学を学んだ。数年後、サハラ砂漠以南の地域のボルヌ帝国への通商交渉団のメンバーに選ばれ、ヒュー・クラッパートン（Hugh Clapperton）とともに1821年10月にトリポリを出発し、探険家のディクスン・デナム（Dixon Denham）と合流して、1823年の3月にボルヌ帝国の首都クカ（Kuka）に着いた。サハラ砂漠を南北に縦断した最初のヨーロッパ人の一人となった。その年の終わりに、クラッパートンとオードニーはニジェール川の源流を調べるために西に向かうが、オードニーは病気になり、現在のナイジェリアのカタグム近くのMurmurで没した。オードニーの集めた地域の植物の一つのアブラナ科の属、Oudneyaはロバート・ブラウンによってオードニーの名前がつけられた。
オードニーの残した記録は、『1822年、1823年、1824年の北部、中部アフリカ旅行記』（"Narrative of Travels and Discoveries in Northern and Central Africa in the years 1822, 1823, and 1824"）として2巻に分けて1826年に出版された。